# Église Notre-Dame de Saint-Mandé
L'église Notre-Dame de Saint-Mandé est une église de style néo-roman située au 84, avenue du Général de Gaulle, à Saint-Mandé dans le Val-de-Marne.

## Historique
Construite de 1883 à 1885, par l'architecte Edmond-Charles d'Albrizio, pour remplacer l'ancienne chapelle Notre-Dame de Saint-Mandé construite en 1727, vétuste et insuffisante, l'église Notre-Dame de Saint-Mandé est construite selon un modèle de basilique en trois vaisseaux avec un clocher-porche au toit en pointes de diamant. L'église est inscrite à l'Inventaire général du patrimoine culturel. 

## Architecture
Bâtie dans le style néo-roman, elle est composée d'une nef flanquée de bas-côtés, avec transept et un chœur à chevet plat. Le tout est bâti sur crypte avec un niveau bas abritant des salles paroissiales. Le clocher-porche abrite une cloche de 1683 classée Monument Historique. Dans le chœur siège une statue du XIVe siècle représentant la Vierge à l'Enfant. Des chapiteaux  à « feuilles d'acanthe » séparent la nef des bas-côtés. Sur le flanc droit de la façade a été gravée l'inscription - « Propriété Communale - Liberté Égalité Fraternité » - à la suite de la Loi de Séparation de l'Église et de l'État en 1905.
Les vitraux sont de Champigneulle et d'Avenet et datent de la toute fin du XIXe siècle.

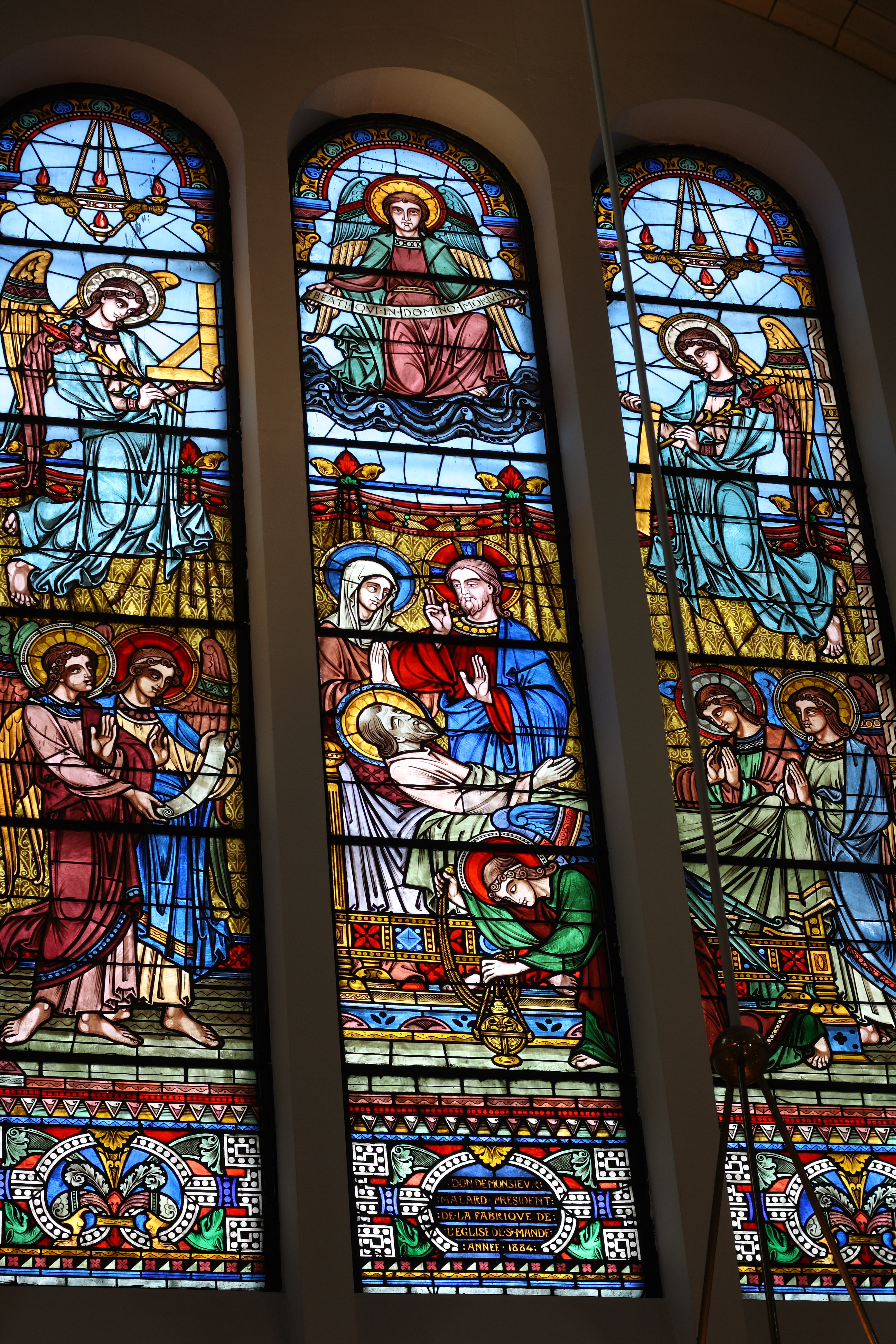
Vitrail représentant la mort de saint Joseph par Champigneulle
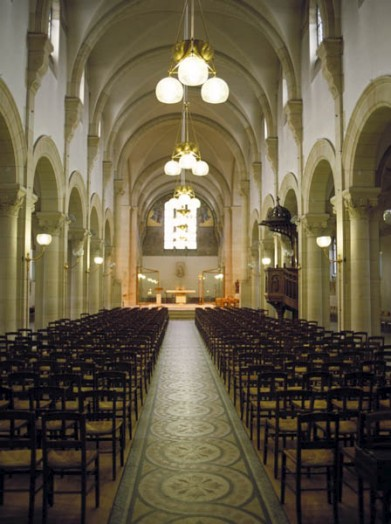
Vue intérieure de l'église Notre-Dame
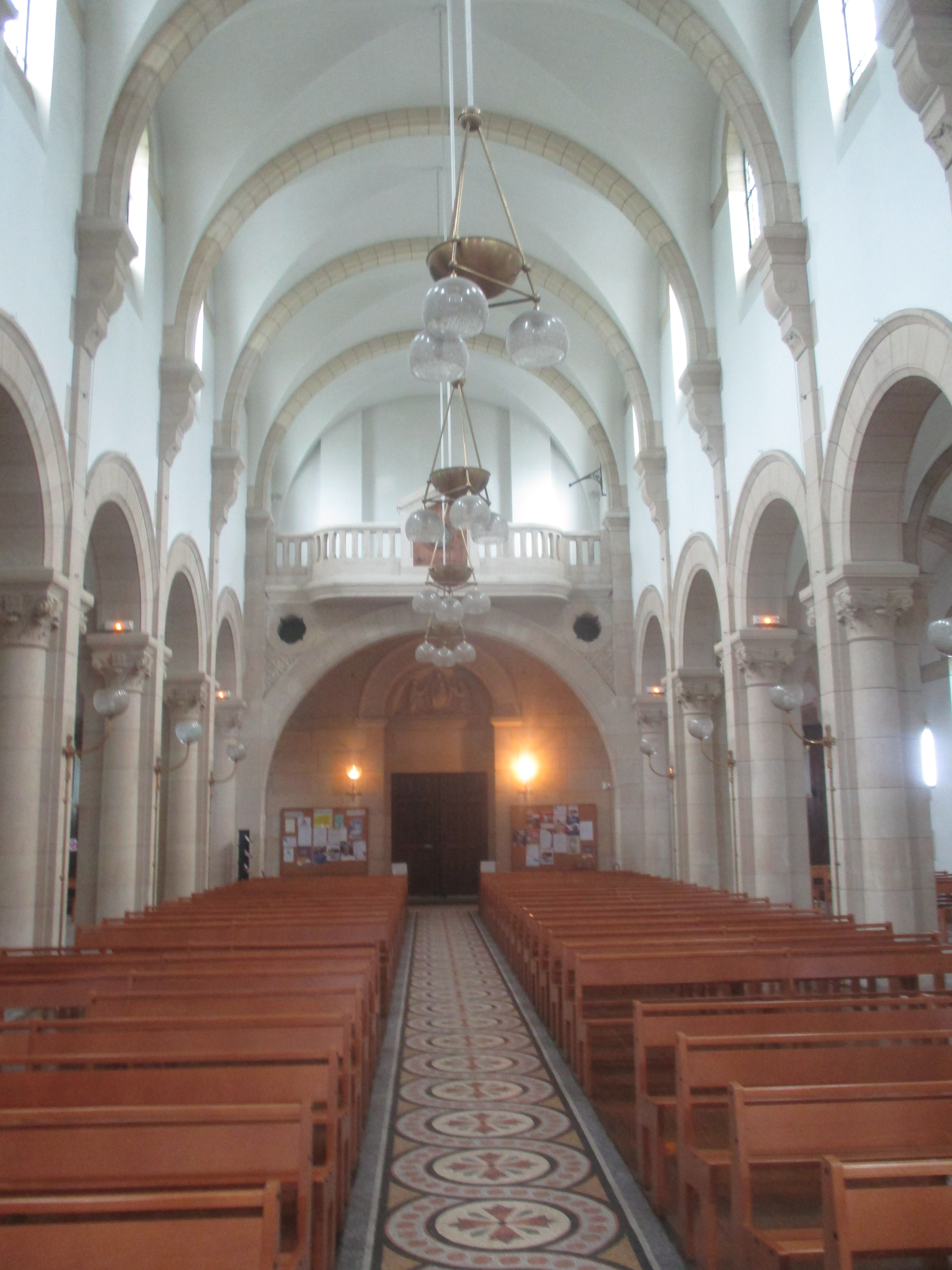
Nef et tribune
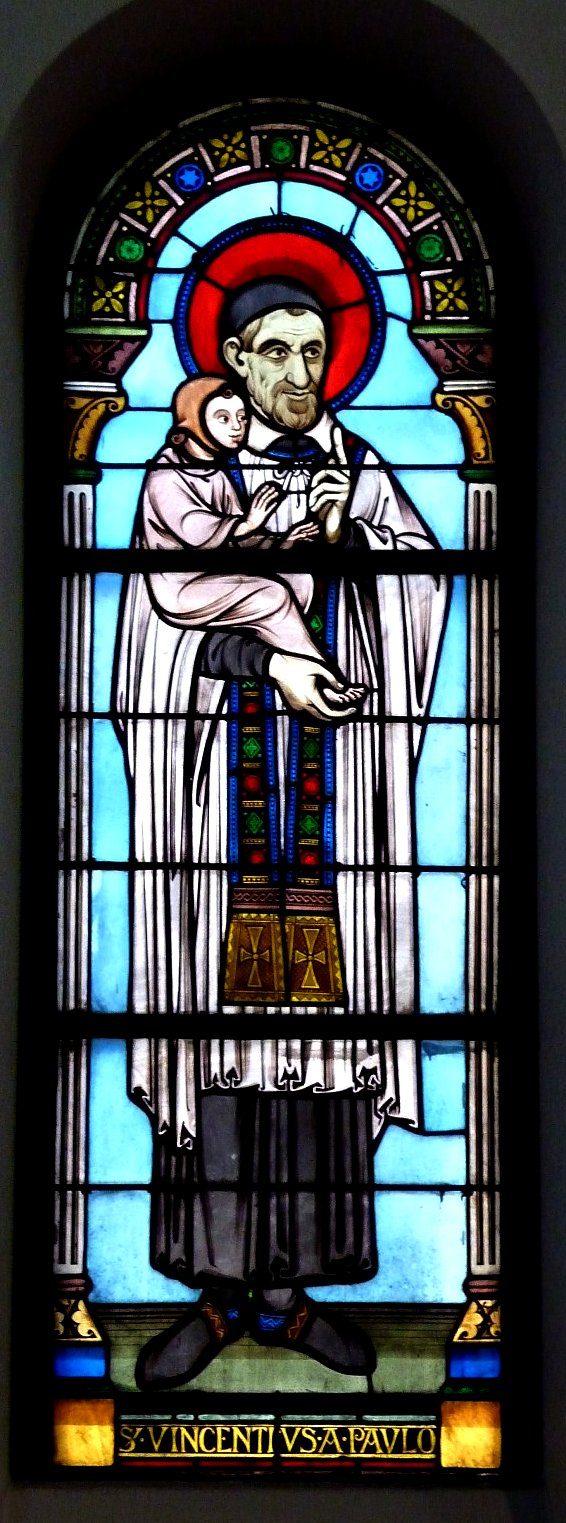
Vitrail représentant Saint Vincent de Paul par Champigneulle  (1885)

## Orgue

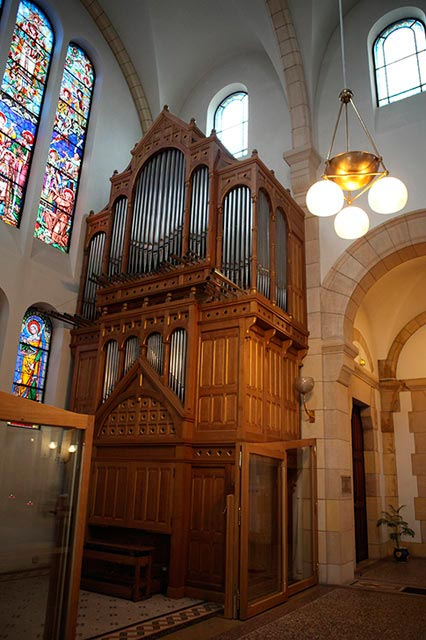
L'orgue de 2009

Le premier grand orgue se trouvait dans le chœur et masquait le fond de l'église. Il comportait douze jeux.Il fonctionnait très mal en 1922, date de sa transformation. Il doubla son nombre de jeux qui passa à 23.
Il avait été fabriqué en 1896 par le facteur Stoltz. Il fut inauguré en mars 1897.
L'orgue transformé est réinstallé dans la tribune et est inauguré en 1923. Il est inondé en 1975.
Un nouveau petit orgue est installé dans le transept sud mais tombe définitivement en panne en 2002.
Un nouveau grand orgue est construit en 2009 à l'emplacement du précédent par le facteur Olivier Chevron.

## Ancienne chapelle Notre-Dame de Saint-Mandé
L'ancienne chapelle de Saint-Mandé, de style classique, construite en 1727 et située au 11, rue Jeanne d'Arc, était l'église paroissiale de la commune de Saint-Mandé, jusqu'en 1996.

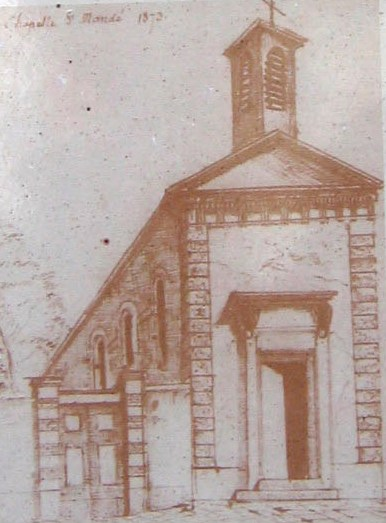
L'ancienne chapelle de Saint-Mandé en 1872
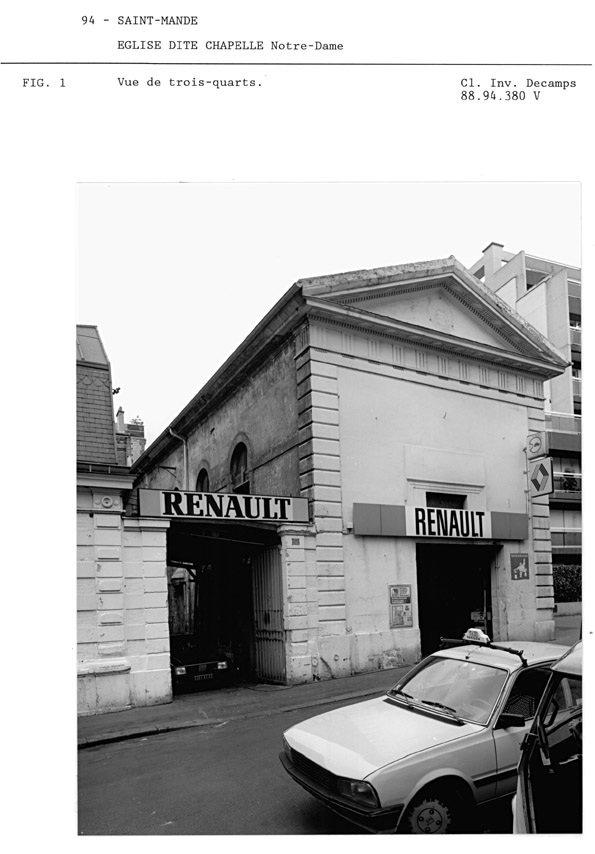
Le garage avant sa démolition

La chapelle fut édifiée en 1727 à l'emplacement d'une précédente dédiée au saint patron de la ville, Saint Maudez, édifice simple à une seule nef. En 1802, elle fut érigée en église paroissiale. En 1828, la commune l'achète et l'agrandit dans le style néoclassique en 1837 : l'architecte Poidatz construit quatre travées supplémentaires vers l'ouest et ajoute un clocheton où sonne la  cloche de 1683, aujourd'hui conservée dans l'actuelle église Notre-Dame de Saint-Mandé. En 1891, à la suite de la construction de l'actuelle église, la chapelle est désaffectée, puis vendue à un particulier. Plus tard, la chapelle est convertie en garage; son clocheton désormais inutile est abattu. Le garage est finalement  démoli pour être remplacé par un immeuble d'habitation en 1996.